# Jondang
Jondang is een bestuurslaag in het regentschap Japara van de provincie Midden-Java, Indonesië. Jondang telt 2166 inwoners (volkstelling 2010).